# بيث روبنسون
بيث روبنسون (بالإنجليزية: Beth Robinson)‏ هي قاضية ومحامية أمريكية، ولدت في 6 مارس 1965 في إنديانا في الولايات المتحدة.